# Passé Komatipoort
Pour plus de détails, voir Fiche technique et Distribution.
Passé Komatipoort est un documentaire réalisé  en 2009 par  Sylvain Sailler, qui revisite les lieux symboliques de l’apartheid en Afrique du Sud, douze ans après l’abolition de ce système de ségrégation.

## Synopsis
Passé Komatipoort retrace un voyage en Afrique du Sud initié par la découverte des archives de la commission Vérité et Réconciliation, qui écouta les victimes et les criminels de l’apartheid, et mit à disposition sur internet les transcriptions de ses auditions publiques.
S’appuyant sur l’approche de ces textes par des comédiens, le voyage en Afrique du Sud vers les lieux des exactions, douze ans après la fin de l’apartheid, rend compte d’un sentiment ambivalent : la violence des transcriptions remonte l’histoire à la surface, mais voir l’endroit amène quelquefois à se demander : « c’était là, et après ?».

## Fiche technique
- Titre : Passé Komatipoort
- Réalisateur : Sylvain Sailler
- Production : Sylvain Sailler, Zarafa Films, Zaradoc
- Langue : français
- Format : Digital Betacam
- Genre : documentaire
- Durée : 52 minutes
- Date de réalisation : 2009